# متیو فلین
متیو فلین (انگلیسی: Matthew Flynn؛ زادهٔ ۱۰ مهٔ ۱۹۸۹) بازیکن فوتبال اهل بریتانیا است.
از باشگاه‌هایی که در آن بازی کرده‌است می‌توان به باشگاه فوتبال آلترینچام، باشگاه فوتبال مکلسفیلد تاون، باشگاه فوتبال بارو، باشگاه فوتبال هاید، باشگاه فوتبال چورلی، باشگاه فوتبال اشتون یونایتد، باشگاه فوتبال روچدیل، باشگاه فوتبال ساوتپورت، و باشگاه فوتبال فلیتوود اشاره کرد.